# 愛知県道367号梨野川面線
愛知県道367号梨野川面線（あいちけんどう367ごう なしのかわもてせん）は、愛知県豊田市内を通る一般県道である。

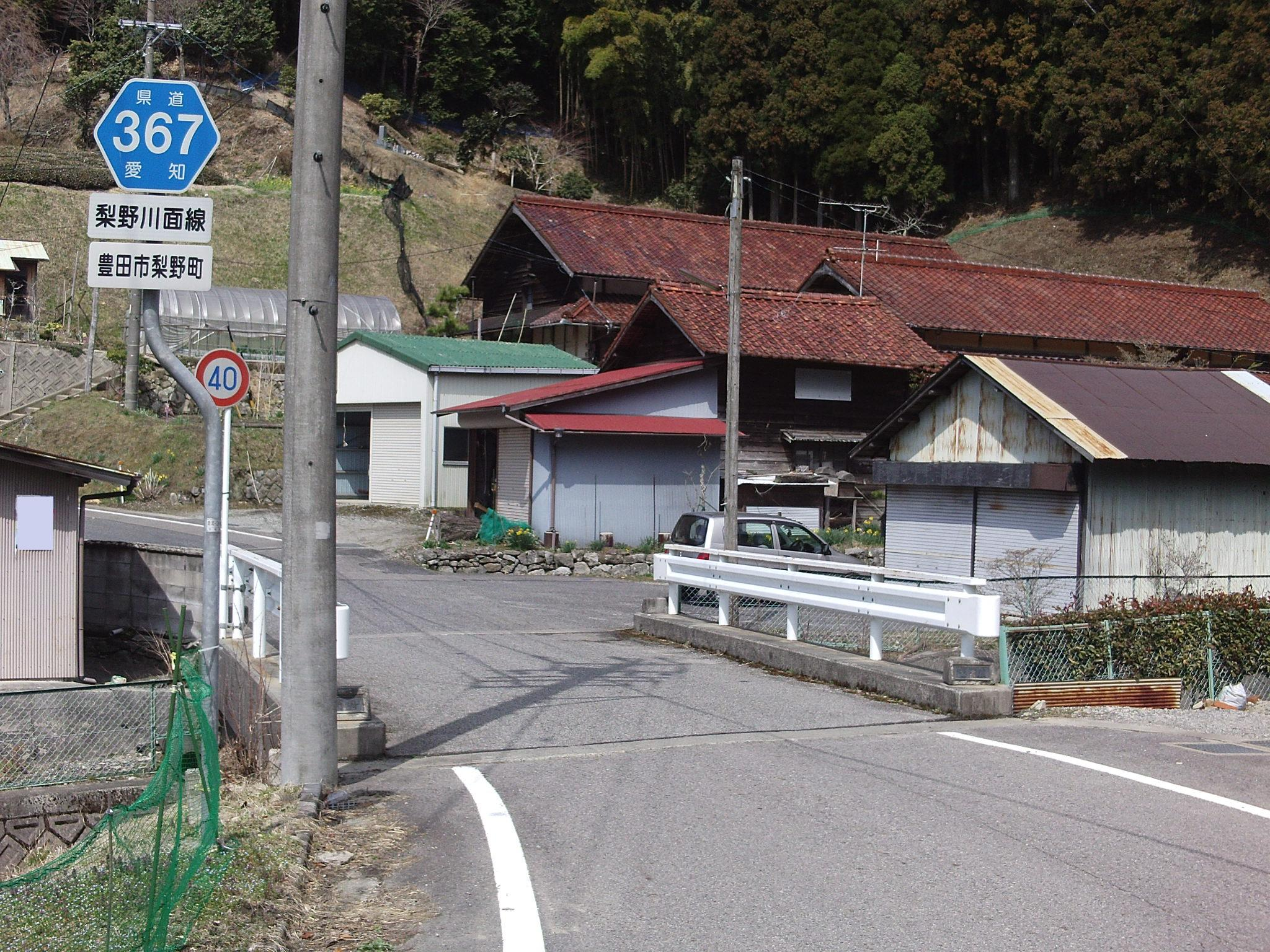
梨野町（起点）の集落。

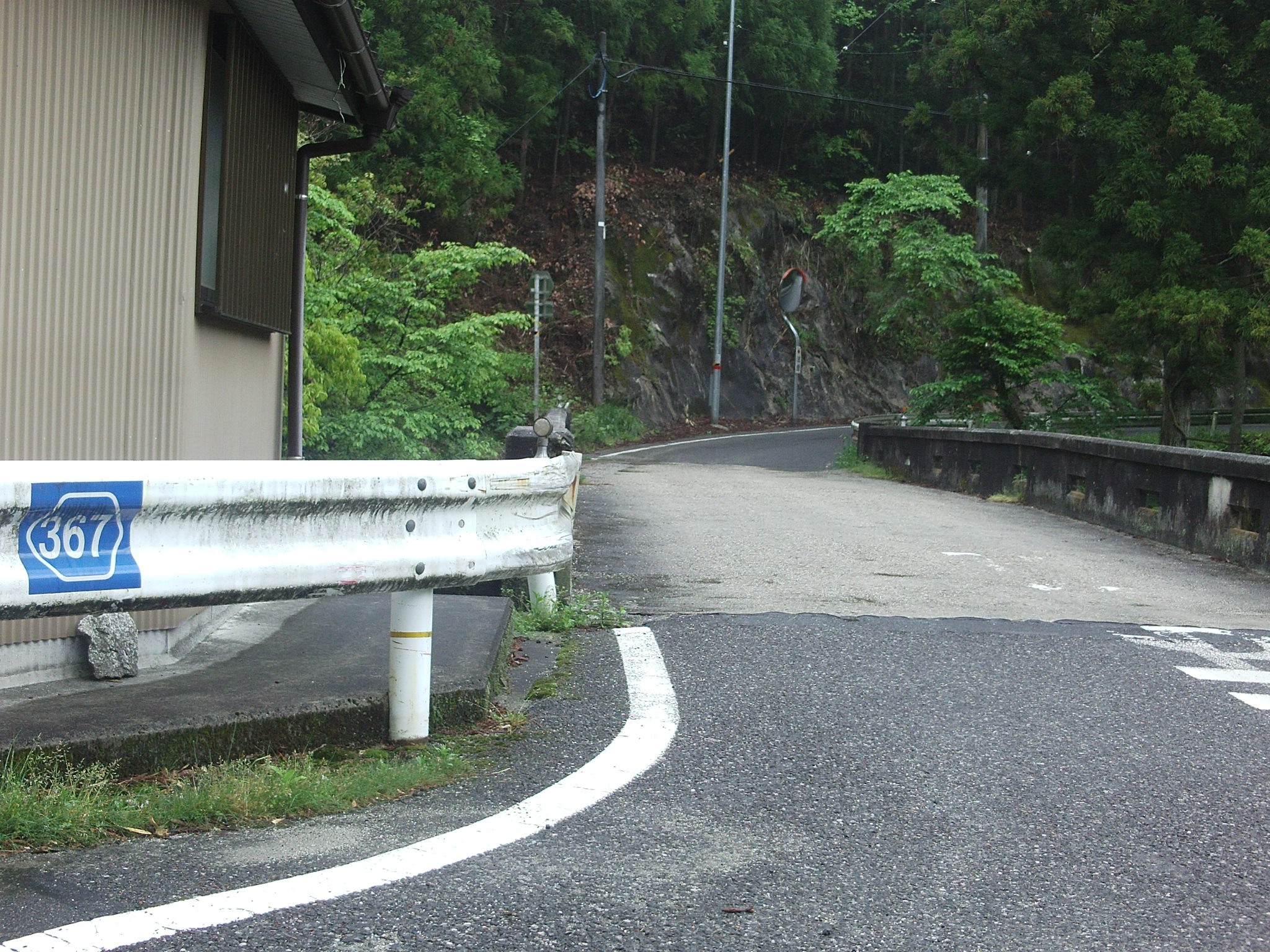
川面町（終点）。この付近には川怒温泉がある。

## 概要

### 路線データ
- 起点：愛知県豊田市梨野町
- 終点：愛知県豊田市川面町
- 延長：約14.7km

## 沿革
- 1959年12月15日：認定
  - 旧路線名称は梨野足助線

## 通過する自治体
- 愛知県
  - 豊田市

## 接続する道路
- 国道420号（豊田市梨野町）
- 愛知県道364号田峯東大見線（豊田市御内町内で重複）
- 豊田市道足助加茂広域線（豊田市怒田沢町：川怒トンネル南）
- 愛知県道33号瀬戸設楽線（豊田市川面町）

## 沿線・周辺
- 川怒温泉